# Castelo Branco (district)
District Castelo Branco (IPA: [kɐʃˈtɛlu ˈβɾɐ̃ku]) is een district in Portugal. Oppervlakte is 6.675 km² en daarmee het 4e district van Portugal. Het district grenst in het noorden aan Guarda, in het westen aan Coimbra en Leiria, in het zuidwesten aan Santarém, in het zuiden aan Portalegre en in het oosten aan de Spaanse regio Extremadura. Het inwoneraantal is 177.912 (2021). Hoofdstad is de gelijknamige stad Castelo Branco.
District Castelo Branco is verder onderverdeeld in 11 gemeenten:
- Belmonte
- Castelo Branco
- Covilhã
- Fundão
- Idanha-a-Nova
- Oleiros
- Penamacor
- Proença-a-Nova
- Sertã
- Vila de Rei
- Vila Velha de Ródão

In het district ligt de bergketen Serra da Estrela, met op de top van de berg Torre (1993 m) het hoogste punt van Portugal.

## Demografische ontwikkeling
Aveiro · Beja · Braga · Bragança · Castelo Branco · Coimbra · Évora · Faro · Guarda · Leiria · Lissabon · Portalegre · Porto · Santarém · Setúbal · Viana do Castelo · Vila Real · Viseu

Autonome regio's van Portugal: Azoren · Madeira